# Carlos Lapetra
Carlos Lapetra Coarasa (Zaragoza, 1938. november 29. – Zaragoza, 1995. december 24.) Európa-bajnok spanyol válogatott labdarúgó.
A spanyol válogatott tagjaként részt vett az 1964-es Európa-bajnokságon és az 1966-os világbajnokságon.

## Sikerei, díjai
Real Zaragoza
- Spanyol kupa (2): 1963–64, 1965–66
- Vásárvárosok kupája döntős (1): 1963–64

Spanyolország
- Európa-bajnok (1): 1964